# Слонові
Слони́ або слонові (Elephantidae) — родина ссавців ряду хоботних. Відомі з верхнього міоцену — нижнього пліоцену екваторіальної Африки. Пізніше слони широко розповсюдилися в Африці, проникли в Євразію і Північну Америку. До кінця плейстоцену ареал слонів різко скоротився. Сучасні слони збереглися лише в Африці південніше Сахари і на півдні Азії.

## Загальні відомості

### Морфологія
Слони — великі тварини: висота тіла в плечах. Довжина до 4—4,5 м, маса до 5 (зрідка до 7,5) тонн, самиці дрібніші за самців; зустрічаються карликові форми. Африканський слон більший за індійського.
Органом дотику, нюху (добре розвинутий) і хапання служить рухливий хобот. Щічні зуби в міру стирання замінюються новими (зуби змінюються протягом життя 6 разів). Сильно розвинуті другі верхні різці (бивні) мають постійний ріст.

### Вуха

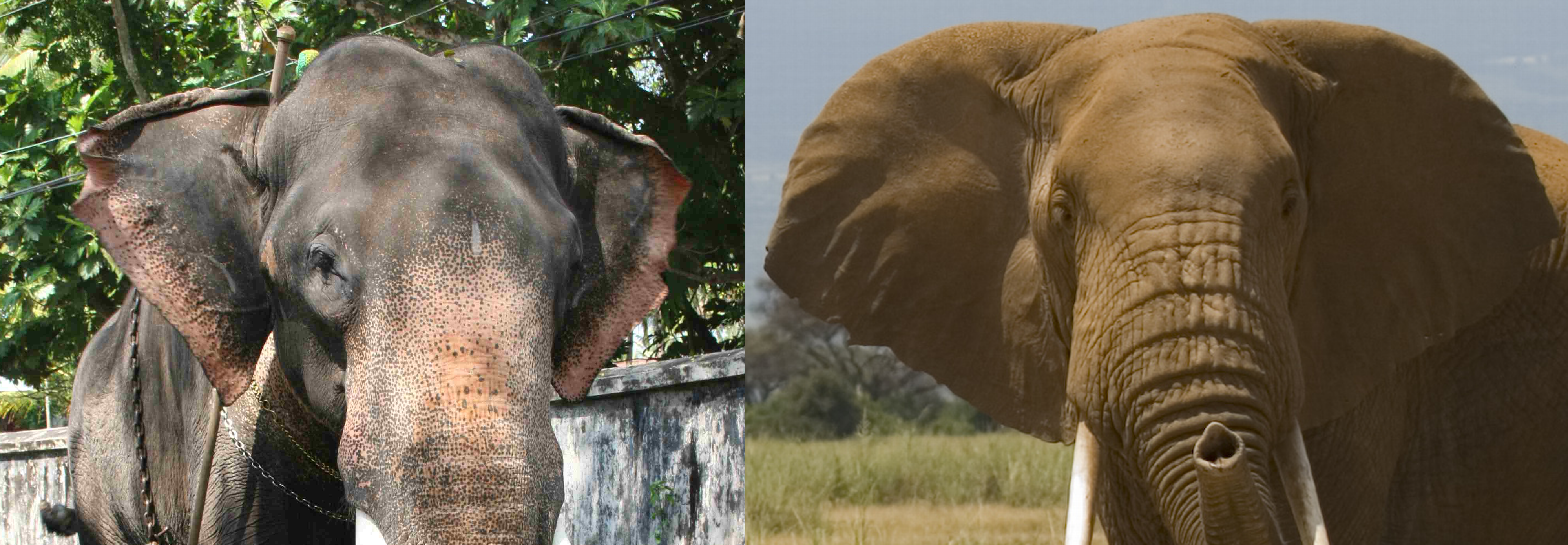
Різниця між вухами азійського та африканського слонів.

Великі вуха, якими слони махають, є також дуже важливими для регулювання температури. Вуха слона складаються з тонкого шару шкіри, яка покриває хрящову тканину, та густої мережі кровоносних судин. У жаркі дні слони постійно махають вухами, створюючи легенький вітерець. Цей вітерець охолоджує поверхню кровоносних судин і потім охолоджена кров поступає у решту тіла тварини. Кров у вухах може бути охолоджена навіть до 6 °C перед поверненням у решту тіла. Різницю в розмірах вух африканського та азійського слонів можна частково пояснити кліматом місць їхнього проживання. Африканські слони живуть біля екватора, де тепліше, і тому мають більші вуха. Азійські живуть північніше, у трохи прохолоднішому кліматі, і тому мають менші вуха.
Вуха також використовуються при певній демонстрації агресії та протягом шлюбного періоду у самців. Якщо слон хоче залякати хижака чи противника, він розставляє широко вуха щоб виглядати більш масивним та грізним. Протягом сезону спарювання самці виділяють муст (секрет), який пахне, із залози, що знаходиться поза очима. Джойс Пул, відомий дослідник слонів, висував теорію, що самці махають вухами щоб поширювати запах «слонового одеколону» на великі відстані.

### Екологія
Живуть слони 70—80 років, статевої зрілості досягають у 10—20 років, вагітність 22—24 місяців. Народжують одне дитинча масою близько 100 кг. Рослиноїдні. У пошуках їжі роблять великі переходи (до 100 км у добу), можуть вільно рухатися в хащах і болотами, легко піднімаються на круті гірські схили, добре плавають.
Живуть сімейними групами (близько 10 самиць зі слоненятами), самці тримаються поодинці або утворять череди холостяків. При високій щільності населення утворюють череди (іноді по декілька десятків і навіть сотень особин), що включають велике число сімейних груп і слонів-одинаків.

### Харчування
В умовах природного проживання раціон харчування слонів напряму залежить від регіону їх проживання.Основа раціону харчування слонів — рослинність. Вони використовують свої хоботи, щоб зривати листя з дерев, і бивні, щоб очищати листя від гілок. Африканські слони в день споживають до 450 кг їжі, причому близько 250 кг становить рослинність, решта — рідини. Індійські слони споживають вдвічі менше їжі. Із загальної кількості спожитої їжі у слонів засвоюється тільки близько 40%. Це пов'язано зі слабким травленням.
Індійські слони харчуються в основному листям. Крім того, індійські слони їдять траву, молоді пагони, кору і коріння дерев, фрукти, горіхи та насіння. Кора дерев служить джерелом кальцію для слонів і допомагає травленню. Також невіддільною частиною раціону індійських слонів є сіно, квіти, бамбук і листя акації. Любов індійських слонів до цукрового очерету вже не раз приводила до конфлікту слонів з фермерами. Слони, які живуть на півдні Індії, наприклад, люблять жувати листя фікуса, а слони, які живуть у Зімбабве, споживають зовсім інші рослини. Джерело їжі слонів змінюється також в залежності від сезонів посухи чи дощів. У цілому ж у раціон цих тварин входять листя, кора і плоди різноманітних дерев, трава, яка задовольняє їх потребу у мінералах.
Основною їжею для слонів у неволі служить трава і сіно. Улюбленими ласощами слонів є різні солодкі плоди як яблука чи банани. З овочів слони люблять моркву. Також великою популярністю користується печиво і хліб. Слони, як і люди люблять цукерки різних сортів, і також як у людей, у слонів є ризик переїдання солодкого. Як наслідок у тварини виникають проблеми зі здоров'ям. Слон товстішає, його поведінка стає неприродною: тварина ходить вздовж огорожі, похитуючись, очікуючи на прихід відвідувачів з довгоочікуваними цукерками.
За один день слон споживає 300 кг листя та трави, які мають великий відсоток вологи. Це стосується слонів, які живуть на волі. У неволі дорослий слон з'їдає близько 30 кг сіна, 10 кг овочів та 10 кг хліба. У залежності від температури повітря, слон випиває від 100 до 300 літрів води за один день.

## Еволюція та систематика

### Сучасні види
У сучасній фауні родина представлена двома родами: в одному — 2, в другому — 1 вид.
Африканський слон (Loxodonta africana) із двома підвидами живе головним чином у залісеній савані східної й південної Африки.
Лісовий слон (L. cyctolis) — головним чином у дощових тропічних лісах західної Африки. Ареал і чисельність африканських слонів скорочуються через руйнування місць існування і через браконьєрське полювання заради бивнів (слонової кістки), у результаті чого, за даними МСОП, щорічно знищується близько 70 тис. тварин.
За останні 100 років чисельність скоротилася майже на 2 млн.

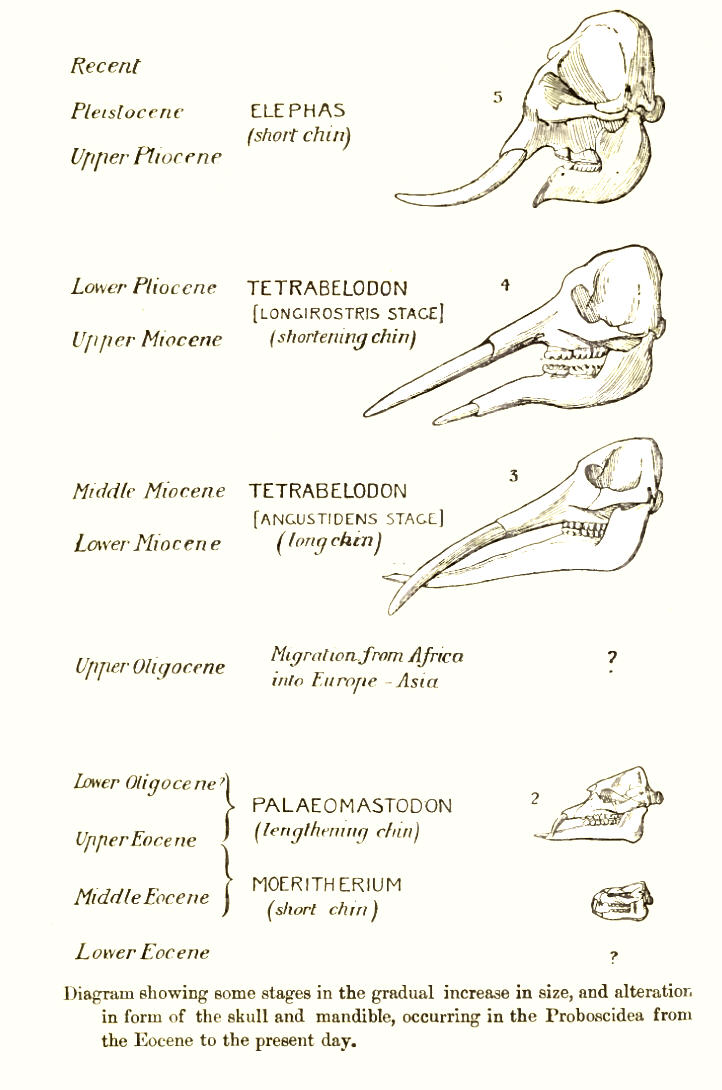
Еволюція слонів від давнього Еоцену (низ) до теперішніх часів (верх)

Сучасні види слонів входять до однієї родини Слонові та є єдиними сучасними представниками ряду Хоботних (вони називаються хоботними через їхню головну особливість — хобот).

### Взаємини з іншими афротеріями
Дослідження ДНК і анатомічних особливостей показали, що найближчими теперішніми родичами слонів є сирени — дюгоні й ламантини. Недавно стало зрозуміло, що слони та сирени входять до таксона, який, крім них, охоплює даманів, тенреків, золотокротів, слонових землерийок (чий довгий ніс утворився незалежно від слонів) та трубкозубів. Разом ці несхожі одна на одну тварини складають надряд афротерії. Вважається, що вони з'явилися в Африці від спільного предка близько 70 млн років тому.

### Найдавніші представники
Розпізнано близько 165 викопних видів хоботних. Більшість ранніх залишків хоботних, яким 40–60 млн років, знайдено на півночі Африки, і декілька з них, напевно, вели земноводний спосіб життя. Меритерій, можливо, живився водними рослинами, як сучасний бегемот, і мав подібну будову. Дослідження наводять на думку, що слони зберегли деякі риси, які збереглися від далекого напів-водного предка. Це внутрішні яєчка, зародкові ниркові структури, звані нефростомами, та будова дихальної системи. Проте твердження, що хобот виник як всмоктувальний пристрій є, найімовірніше, неправильним, оскільки жодний сучасний водний ссавець не розвинув «всмоктувача» і хобот повністю розвинувся пізніше, у повністю наземних хоботних.

### Олігоценові та пізніші хоботні
У ранньому олігоцені, 30–36 млн років тому, палеомастодон та фіомія мали схожий до сучасного слона вигляд, збільшений розмір тіла (висота плечей до 2 м), чіткі верхні та нижні бивні, короткий хобот. Напевно, вони харчувалися в лісистій місцевості високорослими рослинами. Специфічний адаптивний комплекс характерних рис слонів розвивалися протягом всього перебігу еволюції хоботних. Тіло, яке збільшилось до масивних пропорцій, підтримувало величезну кишку для перетравлення великої кількості несвіжої низькорослої рослинності. Масивні кутні зуби і тяжкі бивні підтримуються дуже великою головою, яка кріпиться на дуже короткій шиї, полегшуючи тим самим проблему її рухливості. Але з головою, високо піднятою над землею, короткою шиєю і тяжкими іклами, харчуватися ротом (особливо низькорослими рослинами) було б складно; звідси поява хобота.
Поміж різних груп викопних хоботними, які еволюціонували 25 млн років пізніше, стегодони є найвідомішими та вважаються сестринською групою (мають спільних предків) слонів. Стегодони з Африки й Азії віком 7–0,5 млн р. досягли величезних розмірів (висота плечей 3,5 м) і мали дуже довгі, паралельні, близькі один до одного бивні.
Справжні слони (Elephantidae) відрізняються від своїх предків ознаками черепа, такими як втрата емалі, що покривала бивні, збільшення кількості емальних гребнів на кутніх зубах (моларах), і підвищення корон кутніх зубів. Починаючи з найбільш ранніх викопних представників, віком 4-7 млн років, знайдених майже винятково в Африці, можна припустити, що група походить звідти. Примелефал був найбільш раннім представником підродини Elephantinae. Він був заввишки приблизно, як самиця азійського слона, мав нижні та верхні бивні й, можливо, жив у відкритих лісистих саванах.
Розпізнано три великі гілки слонових серед залишків за останні бл. 4 млн р. Це Elephas та його родичі (включаючи азійського слона), локсодонти (Loxodonta) (включаючи африканського слона) і мамонти (Mammuthus) (включно з волохатим мамонтом, якого не слід плутати з далекоспорідненим, але схоже названим хоботним мамутом (Mammut), американським мастодоном.
Ранні локсодонти з'явилися 5,4–7,3 млн років тому в Кенії та Уганді. Згодом вони розділилися на два, очевидно, співіснуючі види, Loxodonta adaurora і Loxodonta exoptata. Сучасний вид L. africana, мабуть, походить від однієї з цих форм і початково співіснував з видом L. atlantica, який мав пристосоване до скубання трави розміщення зубів і малі бивні. Зв'язки між всіма цими формами до кінця не ясні, але теперішні докази генетики пролили нове світло на історію африканського слона. Його предки майже напевно жили в лісах центральної Африки. 2,5–3,5 млн років тому осушення клімату призвело до розвитку пристосованих до савани популяцій на півдні та сході. Цей розподіл привів до появи виду Loxodonta cyclotis (лісового слона). Лісовий слон примітивніший; його череп схожий на череп L. adaurora.

### Формування сучасних видів
Сьогодні саванний або бушовий слон (Loxodonta africana africana) поширений в західній і південній Африці, тоді як підвид Loxodonta africana cyclotis заселяє більшу частину центральної й західної Африки. Анатомічна різниця між ними є дуже помітною. В саванного слона тіло більше, м'язи більш розвинуті, вуха трикутні та дуже великі, бивні масивні й вигнуті назовні та вперед, спина сідлоподібна. В лісового слона тіло менше і компактніше, вуха менші й заокруглені, бивні вузькі, довгі, спрямовані донизу, спина пряміша.

Між цими двома підвидами видно чітку різницю в будові черепа, анатомії мандибули. Генетична різниця між ними навіть більша за різницю з азійським слоном. Є відмінності у звичках, добуванні їжі, груповій поведінці та комунікації.
Рід елефас (Elephas) очолював E. maximus, сучасний азійський слон, який виник в Ефіопії 5,2–6,7 млн років тому. Ця лінія породила різноманітні види в Африці і Євразії. Африканський Elephas ekorensis, який жив 4–4,5 млн років тому, видається близьким до спільного предка цих видів. Вони вступили до Азії бл. 3 млн р.т. E. bysudricus населяв північну Індію та М'янму приблизно 1–2 млн р.т. і вважається близьким до предка азійського слона.

## Класифікація родини слонових

##### Оцінка таксономічного різноманіття родини

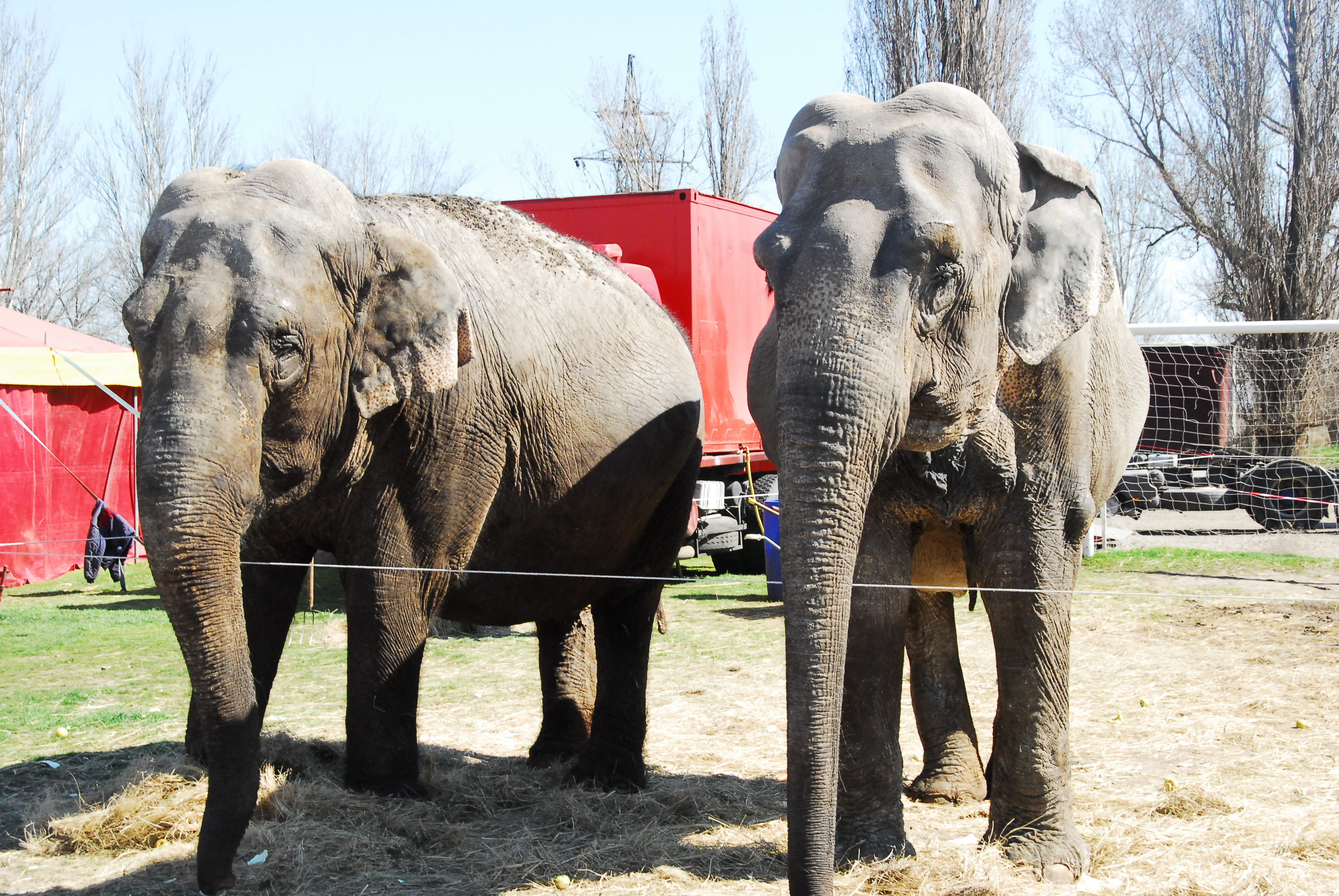
Слони в Мелітополі

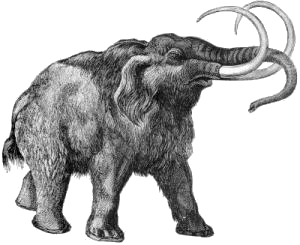
Мамут волохатий (реконструкція)

Родину слонових поділяють на 2 підродини та 8 родів, відомих за щонайменше 62 видами. Це один з найбільших показників різноманіття серед всіх великих ссавців. Переважна кількість родів (і тим більше видів) відома виключно за викопними зразками (вимерлі види). У сучасній фауні родина представлена двома видами двох різних родів (Loxodonta та Elephas) однієї підродини (Elephantinae).
- підродина Elephantinae (5 родів, 39+ видів)
  - рід Primelephas † (? видів)
  - рід †Palaeoloxodon (? видів)
  - рід Loxodonta (5 видів)
  - рід Elephas — Слон (18 видів)
  - рід Mammuthus (Мамут) † (13 видів)

- підродина Stegotetrabelodontinae
  - рід †Selenetherium (? видів)
  - рід †Stegotetrabelodon (? видів)
  - рід †Stegodibelodon (? видів)

Розгорнута схема класифікації родини має такий вигляд:

##### ПідродинаElephantinae
- Триба Elephantini (Elephant)
  - Підтриба Primelephantina †
    - Рід Primelephas †

  - підтриба Loxodontina
    - Рід Loxodonta — локсодонта (види: Loxodonta africana (слон африканський), Loxodonta cyclotis (слон лісовий), Loxodonta africana africana (слон саванний), †Loxodonta africanavus (syn. Mammuthus africanavus), †Loxodonta antiquus (syn: Elephas antiquus, Palaeoloxodon antiquus), †Loxodonta atlantica)

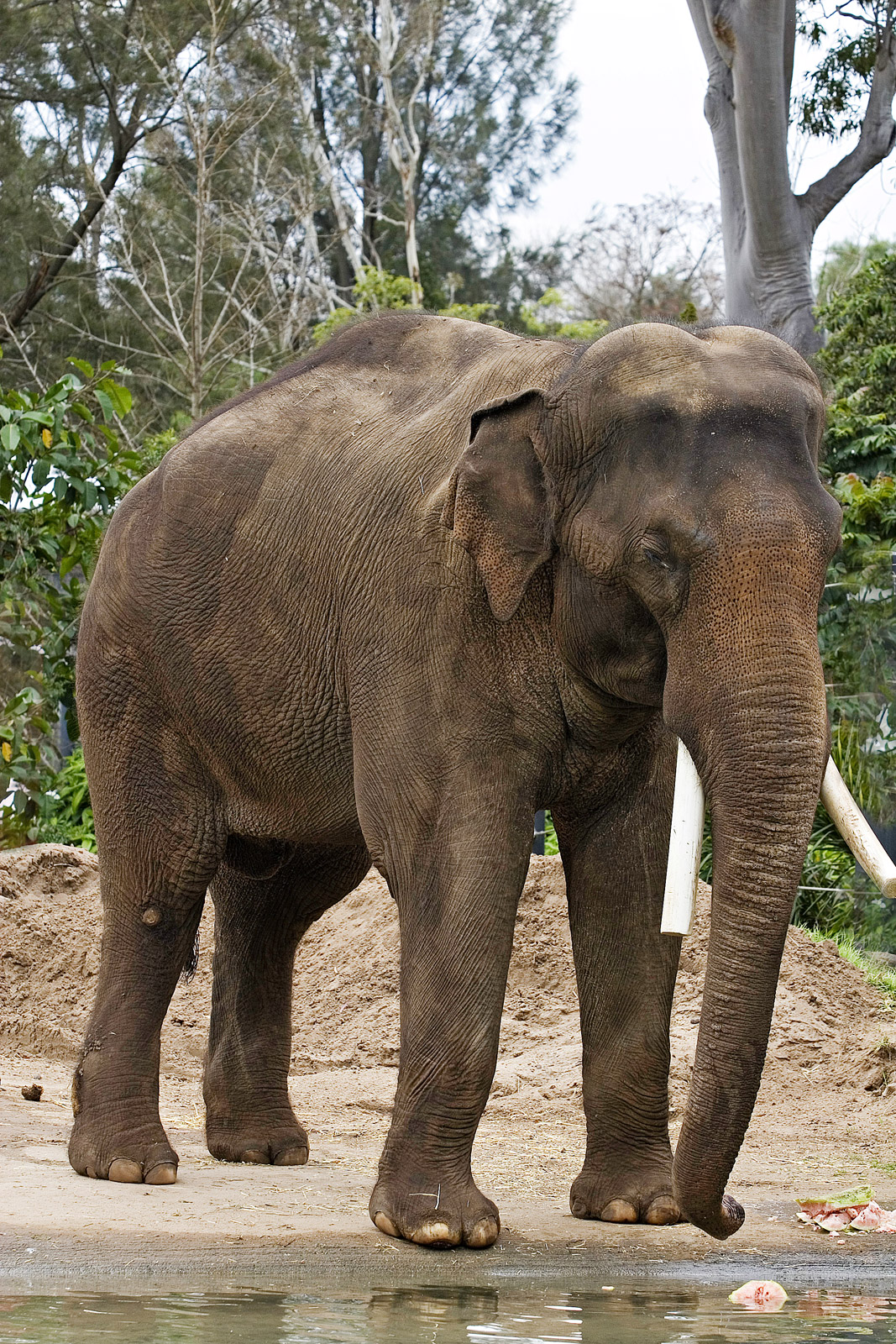
Слон індійський в зоопарку

- - Підтриба Elephantina або надрід Elephadon
    - Рід Elephas — слон («євразійський слон») (види: Elephas maximus (Азійський слон), †Elephas beyeri, †Elephas celebensis, †Elephas iolensis, †Elephas planifrons, †Elephas platycephalus, †Elephas recki)
      - Підрід †Palaeoloxodon (види: Elephas antiquus, Elephas creticus, Elephas creutzburgi, Elephas chaniensis, Elephas cypriotes, Elephas ekorensis, Elephas falconeri, Elephas mnaidriensis, Elephas melitensis, Elephas namadicus, Elephas naumanni)

- -     - Рід †Mammuthus (Мамут) (види: Mammuthus africanavus (мамут африканський), Mammuthus armeniacus (мамут вірменський), Mammuthus columbi (мамут колумбійський), Mammuthus exilis (мамут карликовий), Mammuthus dwarfus (мамут врангелевий), Mammuthus imperator (мамут американський), Mammuthus jeffersonii (мамут джеферсонів), Mammuthus lamarmorae, Mammuthus meridionalis (мамут південний), Mammuthus planifrons, Mammuthus primigenius (волохатий мамонт), Mammuthus subplanifrons, Mammuthus trogontherii (мамут степовий))

- триба †Belodontini
  - підтриба †Belodontina
    - Рід †Stegotetrabelodon
    - Рід †Stegodibelodon